# Rhynchospora dissitiflora
Rhynchospora dissitiflora är en halvgräsart som beskrevs av Ernst Gottlieb von Steudel och Johann Otto Boeckeler. Rhynchospora dissitiflora ingår i släktet småag, och familjen halvgräs. Inga underarter finns listade i Catalogue of Life.